# Pungent Stench
A Pungent Stench osztrák death metal/death'n'roll
együttes. 1988-ban alakultak Bécsben. Első nagylemezük 1990-ben jelent meg. A zenekar híres lett sokkoló lemezborítóiról. Többször is feloszlottak már karrierjük alatt, 2013-ban azonban újraegyesültek. Első demójukat 1988-ban adták ki. Lemezeiket a Nuclear Blast jelenteti meg. Szövegeikre a fekete humor is jellemző.
Az együttes főleg death metalt játszik, de a "Dirty Rhymes & Psychotronic Beats" EP-jükön és a "Club Mondo Bizarre" albumukon death'n'rollt is játszottak, amely a death metal hörgés és a rockzene keveréke.

## Tagok
- Martin Schirenc - ének, gitár (1988-1995, 1999-2007, 2013-)
- Danny Vacuum - ének, basszusgitár (2013-)
- Mike G. Mayhem - dobok (2013-)

## Korábbi tagok
- Fabio Testi - basszusgitár (2004)
- Jacek Parkowski - basszusgitár (1988-1995)
- Reverend Mausna - basszusgitár (1999-2004)
- El Gore - basszusgitár (2004-2007)
- Alex Wank - dobok (1988-1995, 1999-2007)

## Diszkográfia
Stúdióalbumok
- For God Your Soul...For Me Your Flesh (1990)
- Been Caught Buttering (1991)
- Club Mondo Bizarre - For Members Only (1994)
- Masters of Moral, Servants of Sin (2001)
- Ampeauty (2004)
- Smut Kingdom (2018)